# Kruszyna (powiat kościerski)
Kruszyna (też Kruszynia) (kaszb. Kruszëna lub też Krëszënë, Kruszin, niem. Kruschin, dawniej Kruszyny, Kruszyna, 1820 r. Kruszinno) – osada kaszubska w Polsce położona w województwie pomorskim, w powiecie kościerskim, w gminie Kościerzyna.
Osada leży na terenie Wdzydzkiego Parku Krajobrazowego wśród lasów, nad południowym brzegiem jeziora Gołuń. Wchodzi w skład sołectwa Wdzydze. Na wschód od osady znajduje się rezerwat leśny Krwawe Doły.
W latach 1975–1998 miejscowość administracyjnie należała do województwa gdańskiego.
Inne miejscowości z prefiksem Kruszyn: Kruszyna, Kruszyn, Kruszynek, Kruszyniany, Kruszyniec i Kruszyny